# Antoniuskapelle (Perná)

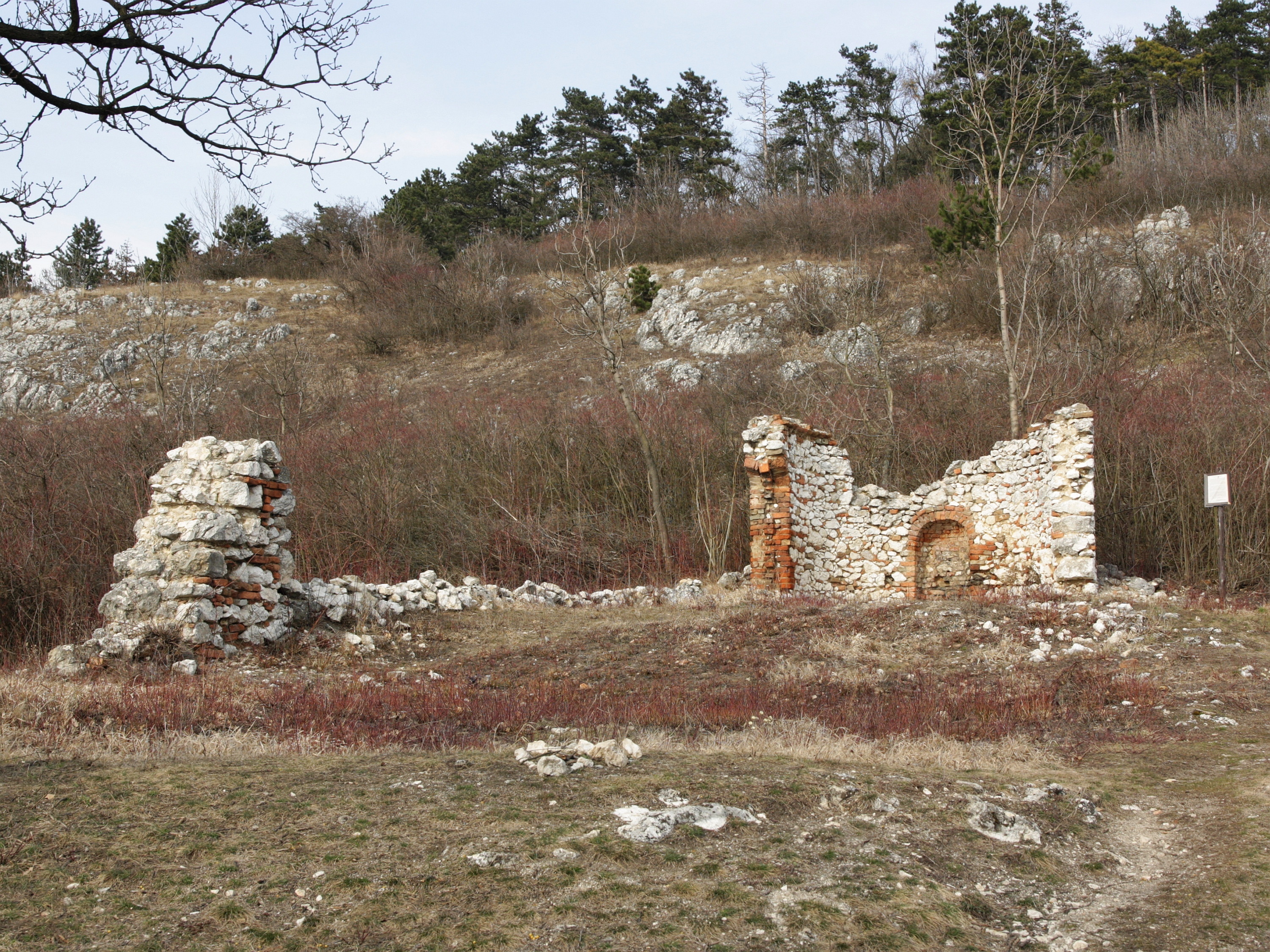
Ruine der Kapelle

Die Antoniuskapelle (tschechisch kaple Sv. Antonína) ist eine ehemalige Wallfahrtskapelle auf der Gemarkung von Perná (Bergen) im tschechischen Okres Břeclav.

## Lage
Die Ruine befindet sich einen Kilometer nordöstlich des Dorfes Perná am Fuße des Höhenrückens Kotel (Kessel) in den Pavlovské vrchy (Pollauer Berge) auf einem erhöhten Platz über den Weinbergen. Sie liegt im Nationalen Naturreservat Děvín-Kotel-Soutěska. Im Norden erhebt sich die Obora (Häuselberg, 483 m n.m.), östlich die Pálava (Gemeindeberg, 462 m n.m.). 

## Bauliche Anlage
Erhalten sind nur ein halbrundes Stück der Außenmauer mit der Nische für die Heiligenfigur, einige Mauertrümmer sowie ein 27 m langer und sechs Meter hoher ummauerter Steinwall. Von der Kapellenruine bietet sich ein Ausblick auf Perná und Dolní Dunajovice sowie zur Stolová hora (Tafelberg, 459 m n.m.) und zur Burgruine Waisenstein.
Die Ruine ist als Kulturdenkmal geschützt.

## Geschichte
Nach dem Ende des Dreißigjährigen Krieges folgte 1650 in der Gegend eine außergewöhnlich reichhaltige Weinernte. Die Weinbauern aus Bergen, Klentnitz und Muschau einigten sich, einen Teil des Erlöses zum Bau einer den hll. Antonius von Padua und Pankratius geweihten Wallfahrtskapelle zu verwenden. Im Jahre 1652 war die Kapelle fertiggestellt.
Zwischen 1720 und 1722 lebte ein Einsiedler bei der Kapelle, er erhielt von der Gemeinde Bergen ein Entgelt für das Läuten und die Verwaltung der Kapelle.
Zum Ende des 18. Jahrhunderts erfolgte der Niedergang der Kapelle. Im Zuge der Josephinischen Reformen wurden 1782 die Einsiedeleien aufgehoben. In Klentnitz entstand 1783 eine neue Kirche; die Gemeinde bekundete kein Interesse mehr an der Kapelle. Im Jahre 1784 verbot Kaiser Joseph II. die Wallfahrten und Prozessionen. Die Kapelle wurde aufgehoben, ihr konfisziertes Vermögen floss in den Religionsfonds ein. 1786 wurde die Antoniuskapelle für 124 Gulden zum Abbruch als Baumaterial versteigert. Ihre Glocke kam in die Kirche St. Nikolaus in Bergen; sie ging während des Zweiten Weltkrieges als Kriegsmetall verloren.
Nachdem Kaiser Leopold II. wieder Wallfahrten gestattete, wurde die in einer Mauernische der Trümmer stehende Antonius-Statue zum Ziel von Prozessionen. In der zweiten Hälfte des 19. Jahrhunderts wurde die Ruine vor allem von Pilgern aus Österreich aufgesucht. Zu Beginn des 20. Jahrhunderts wurden die Wallfahrten eingestellt. Die Heiligenfigur wurde 1923 nach Bergen verbracht.